# Hydrophorus geminus
Hydrophorus geminus är en tvåvingeart som beskrevs av Frey 1915. Hydrophorus geminus ingår i släktet Hydrophorus och familjen styltflugor. Arten är reproducerande i Sverige. Inga underarter finns listade i Catalogue of Life.